# Acanthocharax microlepis
Acanthocharax microlepis es una especie de peces Characiformes de la familia Characidae. Es la única especie del género Acanthocharax.

## Morfología
Los machos pueden llegar alcanzar los 8,5 cm de longitud  total.

## Hábitat
Vive en zonas de clima tropical. 

## Distribución geográfica
Se encuentran en Sudamérica:  cuenca del río Esequibo en la Guayana. 